# Nagypál Orsi
Nagypál Orsi (Győr, 1978. május 22. –) magyar filmrendező, forgatókönyvíró, énekesnő.

## Életpályája
18 éves koráig Győrben élt. A helyi Révai Miklós Gimnáziumban érettségizett.  Itt már a színjátszócsoport tagja volt. 2009-ben végzett a London Film School-on. 2011-től foglalkozik rövidfilmek és TV showk, később sorozatok rendezésével. 2018-ban rendezte első nagyjátékfilmjét, Nyitva címmel.
A vezetésével 2014-ben megalakult PinUps nevű keverten punk rock és hip hop zenekar 2015-ben kiegészült a Fiáth nővérekkel, a Ludditák duó egykori két tagjával. A Kicsi a Világ együttesből a tehetséges Tiszai Vivien 2019-ben szállt be hozzájuk a dobok mögé, hat tagúvá kiegészítve a formációt.

### Magánélete
2021-ben a Budapest Pride hónap megnyitóján bújt elő leszbikusként.

## Művei

### Filmes és televíziós munkássága
- Csak színház és más semmi (2016, rendező)
- Terápia (2014-2017, rendező)
- Tóth János (2017-2018, rendező)
- Nyitva (2018, rendező)[9]
- Hunyadi (2025, rendező)

### Diszkográfia(PinUps)
- Trimester (kislemez – 2018, online streaming)
- Csitiri (minialbum – 2019, online streaming)
- Vakcina (kislemez - 2021, online streaming)